# ХК Спорт
ХК Спорт Васа (фин. Vaasan Sport) професионални је фински клуб хокеја на леду из града Васе. Тренутно се такмичи у елитној хокејашкој лиги Финске .
Своје домаће утакмице игра у дворани Васа арена капацитета 4.448 места за хокејашке утакмице.

## Историјат
Клуб је основан 1939. у оквиру спортског друштва ИФ Спорт (фин. Idrottsföreningen Sport), док се као засебан хокејашки клуб издвојио тек 1962. године.  
Хокејашки клуб Спорт је био један од оснивача садашње елитне лиге Финске, основане 1975. под именом СМ-лиига, али је већ након дебитантске сезоне 1975/76. испао из лиге. Наредних година клуб се такмичио у првој дивизији из које је у сезони 1991/92. испао у другу дивизију (трећелигашки ниво такмичења). У прву дивизију су се вратили тек у сезони 1997/98. 
Иако су у сезони 2008/09. успели да освоје титулу у другој лиги (Местис лига), нису успели да изборе пласман у елитни ранг пошто су изгубили у доигравању од екипе Есет из Порија. Након што је екипа Јокерита напустила Лиигу и преселила се у КХЛ, на њихово место је од сезоне 2014/15. уврштена екипа Спорта из Васе.

## Успеси
- Местис лига: злато 2008/09.